# Ла Виле (Долина Аосте)
Ла Виле је насеље у Италији у округу Долина Аосте, региону Долина Аосте.
Према процени из 2011. у насељу је живело 9 становника. Насеље се налази на надморској висини од 1757 м.